# مايكل سترانو
مايكل ستيفن سترانو مهندس كيميائي أمريكي ويشغل كرسي البروفيسور كاربون بي دابس للهندسة الكيميائية في معهد ماساتشوستس للتقنية. يبدي سترانو اهتمامًا خاصًا بالمواد الكمية. عُين رئيسًا لتحرير مجلة كاربون سنة 2016. في عام 2017، انتخب سترانو عضوًا في الأكاديمية الوطنية للهندسة «لإسهاماته في تقنية النانو، بما فيها أجهزة الاستشعار ضمن مجال صحة الإنسان وأجهزة الطاقة الشمسية والحرارية».

## تعليمه
ولد سترانو نحو سنة 1976. تخرج بدرجة البكالوريوس في الهندسة الكيميائية من جامعة الفنون التطبيقية في بروكلين عام 1997. حصل على درجة الدكتوراه في الهندسة الكيميائية من جامعة ديلاوير في عام 2002.

## مسيرته المهنية
أقام سترانو زمالة بحثية ما بعد الدكتوراه في الكيمياء والفيزياء في جامعة رايس، حيث عمل برفقة ريتشارد سمولي. في عام 2003، أصبح استاذًا مساعدًا في الهندسة الكيميائية وهندسة الجزيئات الحيوية في جامعة إلينوي في إربانا-شامبين. في عام 2007، التحق بمعهد ماساتشوستس للتكنولوجيا، حيث أصبح أستاذًا شغل كرسي بروفيسوراه تشارلز وهيلدا رودي في الهندسة الكيميائية، ولاحقًا كرسي كاربون بي دابز في الهندسة الكيميائية.

## الأبحاث
أجرى سترانو عملًا مكثفًا بما يخص أنابيب الكربون النانوية، وحصل على عدد من براءات الاختراع في هذا المجال. درس الكيمياء السطحية للأنابيب النانوية الكربونية، والعلاقة بين الكيمياء السطحية والخواص شبه الموصلة، الفلزية، والعازلة للأنابيب النانوية.
يبدي سترانو اهتمامًا خاصًا بتحسين النباتات باستخدام أنابيب الكربون النانوية، وهو نهج للهندسة الحيوية أطلقت عليه مجموعة عمله اسم «النباتات النانوية الصناعية». _مايكل سترانو، 2014
تبدي النباتات جاذبية بوصفها منصة تقنية، إذ إن النبات يصلح نفسه، ويتمتع بالاستقرار في البيئة الخارجية، ويعيش في بيئات قاسية، ويمتلك مصادر خاصة به للإمداد بالطاقة وتوزيع المياه.
بدأ سترانو في دراسة الخلايا النباتية كنموذج محتمل لخلايا شمسية قادرة على القيام بعملية الإصلاح الذاتي. أعرب الباحثون عن أملهم في أن فهم وظائف التركيب الضوئي التي تقوم بها البلاستيدات الخضراء قد يكون ذا فائدة في تصميم الخلايا الشمسية. طور الباحثون تقنية تدعى «الاختراق الغلافي للتبادل الشحمي»، وذلك لإيصال مادة محفزة مثل «النانوسيرا» عبر الغشاء الكاره للماء حول البلاستيدات الخضراء وإليها. يمكن استخدام التقنية نفسها لنقل أنابيب الكربون النانوية إلى البلاستيدات الخضراء. يمكن لذلك أن يزيد من مدى موجات الضوء التي يمكن للنبتة الاستجابة لها ويزيد من نشاطها في التمثيل الضوئي.
اعتمادًا على تقنية أخرى، تدعى التطعيم الوعائي، تمكن الباحثون من نقل جزيئات نانوية عبر مسام النبات من خلال محلول من مادة النانو على قاعدة الورقة. تمكنت أنابيب النانو تلك من الولوج إلى البلاستيدات الخضراء وزيادة تدفق الإلكترونات في عملية التمثيل الضوئي.
استخدمت مجموعة سترانو أنابيب الكربون النانوية لتصميم نباتات تعمل بمثابة أجهزة استشعار حيوية للكشف عن مواد كيميائية مثل بيروكسيد الهيدروجين (الماء الأكسجيني)، وتي إن تي (ثلاثي نترو التولوين)، والسارين. إن ربط جزيء جزء مستهدف ببوليمر في الأنبوب النانوي يسبب تألق الأخير.
في عام 2017، طور سترانو نباتات من جرجير الماء احتوت أوراقها على جزيئات نانوية من إنزيم يدعى لوسيفراز. توجد هذه المادة طبيعيًا في اليراعات، ولكن النباتات استعملتها لتطلق الطاقة المخزنة على شكل ضوء. في عام 2019، كان سترانو والمهندسة المعمارية شيلا كينيدي إحدى فرق التصميم البالغ عددهم 62 فريقًا ضمن متحف تصميم كوبر هويت، سميثسونيان الذي يعقد كل ثلاث سنوات، وذلك في 2019-2020. يعيد النموذج الذين يقدمانه للمنزل تصوير بنيته بحيث يدعم استخدام النباتات مصدرًا للضوء، مع وجود فتحات في الأسقف، ومنافذ للحشرات الملقحة، وجدران استنادية مليئة بالتراب.